# Rizaucourt-Buchey
Rizaucourt-Buchey település Franciaországban, Haute-Marne megyében. Lakosainak száma 129 fő (2022. január 1.). Rizaucourt-Buchey Rouvres-les-Vignes, Saulcy, Beurville és Colombey les Deux Églises községekkel határos.

## Népesség
A település népessége az elmúlt években az alábbi módon változott:
| Lakosok száma | 106  | 126  | 125  | 127  | 119  | 122  | 125  | 128  | 130  | 129  |
|               | 1968 | 1982 | 1990 | 2006 | 2013 | 2015 | 2017 | 2019 | 2020 | 2022 |